# 欧州グリーン首都賞

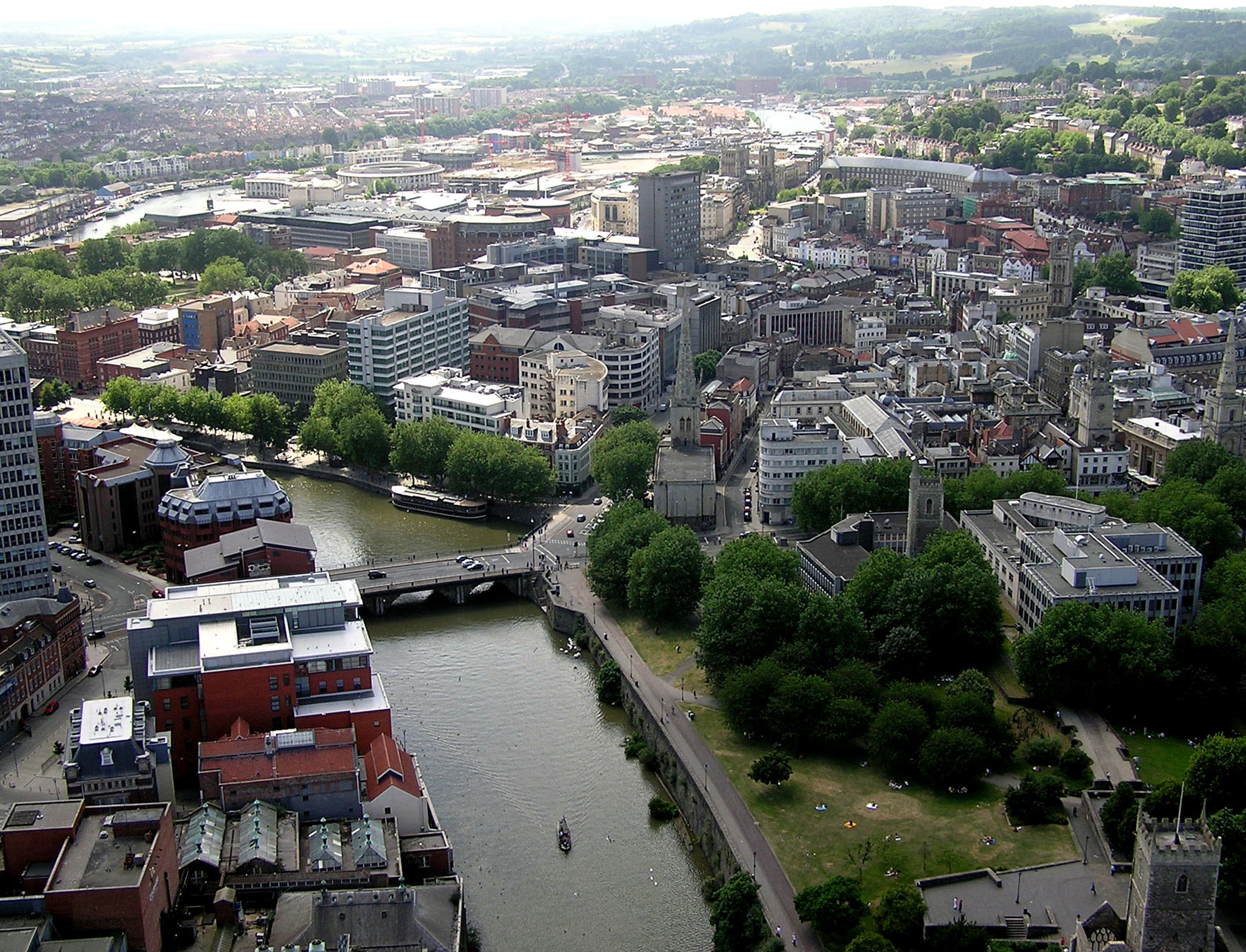
2015年受賞のブリストルの街並

欧州グリーン首都賞（おうしゅうグリーンしゅとしょう、英語: European Green Capital Award）は、欧州連合（EU）の欧州委員会環境局が主催している環境分野の自治体賞。欧州グリーン首都、欧州環境首都賞、欧州環境首都、ヨーロッパ緑の首都などとも。2008年5月22日に創設され、2010年から選考が行われている。欧州連合が主催する賞ではあるがヨーロッパ全土の自治体が対象であり、毎年1都市が受賞している。

## 欧州グリーン首都賞

### 歴史
2006年5月にエストニアのタリンで行われた会議においてタリン市長が構想を発案し、タリン、ヘルシンキ（フィンランド）、リガ（ラトビア）、ヴィリニュス（リトアニア）、ベルリン（ドイツ）、ワルシャワ（ポーランド）、マドリード（スペイン）、リュブリャナ（スロベニア）、プラハ（チェコ）、ウィーン（オーストリア）、キール（ドイツ）、コトカ（フィンランド）、ダートフォード（イギリス）、タルトゥ（エストニア）、グラスゴー（イギリス）の15都市とエストニア都市協会の代表が欧州委員会に都市環境の改善奨励制度の創設を呼びかけた。これを受け、欧州連合（EU）の欧州委員会環境局は2008年に5月22日に欧州グリーン首都賞を創設した。
持続的な開発に向けて先駆的な取り組みを行い、環境に配慮した都市もモデルとして認められた都市に与えられる。気候保全、交通、都市緑化、自然・生物多様性など12項目の指標を利用して審査される。2015年度まではヨーロッパ全土における人口20万人以上の都市（人口20万人以上の都市が無い国は、その国の最大の都市）に応募資格があったが、2016年度からはヨーロッパ全土における人口10万人以上の都市（人口10万人以上の都市が無い国は、その国の最大の都市）に応募資格が変更された。400以上の都市が欧州グリーン首都賞の応募資格を有している。

### 指標
12分野の指標があり、応募都市は各指標についての業績や今後の計画をアピールする。欧州グリーン首都賞を受賞することは観光の振興や国際的な知名度の向上、環境関連プロジェクトの促進に影響があるとされている。最終審査には欧州委員会、欧州環境庁（EEA）、ICLEI（持続可能性をめざす自治体協議会ヨーロッパ事務局）、欧州交通・環境連盟（T&E）、EU加盟国首都連合、EU地域評議会の6者が参加している。
- 気候変動への対応
- 地域の交通・移動手段
- 持続可能な土地利用を取り入れた都市の緑地
- 自然と生物多様性
- 大気の質
- 音環境
- 廃棄物の発生・処理
- 水の消費
- 廃水処理
- 環境関連のイノベーションと雇用創出
- 自治体の環境管理
- エネルギーの使用効率

### 受賞都市
| 年   | 受賞都市            | 受賞理由 |
| ---- | ------------------- | --- |
| 2010 | ストックホルム      | 1人あたりの二酸化炭素排出量の削減（成果・計画）など                                                          |
| 2011 | ハンブルク          | 公共交通の充実（成果）、また再生エネルギー分野での雇用増加（成果）、二酸化炭素排出量の削減（成果・計画）など |
| 2012 | ビトリア=ガステイス | 緑地帯・歩道や自転車道の充実（成果）、水使用量の削減（成果）など                                             |
| 2013 | ナント              | トラムの再導入やバス専用レーンなど公共交通網の充実（成果）、緑地の充実、リサイクルの推進（成果）など         |
| 2014 | コペンハーゲン      | 2025年のカーボン・ニュートラル（計画）、通勤通学の自転車利用率向上（計画）、自転車道の整備（成果）など       |
| 2015 | ブリストル          | 二酸化炭素排出量の削減（成果・計画）、環境負荷が低い産業分野での雇用増大（計画）など                         |
| 2016 | リュブリャナ        | 市民の環境意識向上（成果）、持続可能性政策の実施（成果）、都市環境対策の実施（成果）など                     |
| 2017 | エッセン            | 工業都市から緑の都市への構造転換、公共交通および自転車の利用向上、学校での自然教育など                       |
| 2018 | ナイメーヘン        | |
| 2019 | オスロ              | |
| 2020 | リスボン            | |
| 2021 | ラハティ            | |
| 2022 | グルノーブル        | |
| 2023 | タリン              | |
| 2024 | バレンシア          | |
| 2025 | ヴィリニュス        | |
| 2026 | ギマランイス        | |

## 欧州グリーンリーフ
人口10万人以上の都市を対象とする欧州グリーン首都賞とは別に、2015年から人口2万人-10万人の都市を対象として欧州グリーンリーフが選考されている。
| 年   | 受賞都市                         |
| ---- | -------------------------------- |
| 2015 | ムリェット・ダル・バリェス       |
| 2015 | トレシュ・ベドラシュ             |
| 2017 | ゴールウェイ                     |
| 2018 | ルーヴェン                       |
| 2018 | ベクショー                       |
| 2019 | クルナリャー・ダ・リュブラガート |
| 2019 | ホルスト・アーン・デ・マース     |
| 2020 | リムリック                       |
| 2020 | メヘレン                         |
| 2021 | ラッペーンランタ                 |
| 2021 | ガブロヴォ                       |
| 2022 | ヴァロンゴ                       |
| 2022 | ウィンテルスウェイク             |
| 2024 | ヘルシンゲル                     |
| 2024 | ヴェレニエ                       |
| 2025 | ビラダカンス                     |
| 2025 | トレヴィーゾ                     |
| 2026 | アゲダ                           |
| 2026 | ヴァーサ                         |